# Ras Algethi (Band)
Ras Algethi war eine 1993 gegründete Funeral-Doom-Band.

## Geschichte
Die Funeral-Doom-Band Ras Algethi wurde 1993 in Mailand gegründet. Die Gruppe wird mit der Veröffentlichung eines Demos und eines Albums zu den Pionieren und Urvätern des Genres gerechnet und beide Veröffentlichungen wurden zu Klassikern des frühen Genres erklärt. In einer Rezension des Musikmagazins Rock Hard wurde Oneiricon – The White Hypnotic zu der „bisher beste Doom Metal Scheibe“ erklärt. Das Deaf Forever erwähnte das Album auf Platz 32 der Liste Die 50 besten Doom-Alben aller Zeiten. Kurz nach der Veröffentlichung des Albums Oneiricon – The White Hypnotic über Wounded Love Records löste sich die Gruppe wegen interner Streitigkeiten auf. Derweil Berchi Mauro, Matteo und Luca Risi als Canaan ein am Dark Wave orientiertes Folgeprojekt gründete, beteiligte sich Schlagzeuger Silvio zeitweise an der Funeral-Doom-Band Enoch.

## Stil
Das Webzine Doom-Metal.com beschreibt die von Ras Algethi gespielte Musik als einen des „selbstmörderisch-dunkelsten und trostlosesten je aufgenommenen“ Spielformen des Doom Metals. Atmosphäre und Stimmung werden ebenso in Album-Besprechungen hervorgehoben.

„Cleane Gesangparts mit einer wirklich, wie es scheint, hoffnungslosen Stimme, Growls die nicht unbedingt tief sind, aber dafür direkt aus einem schmerzerfüllten Herzen zu stammen scheinen und eine Orgel, die der Gitarre ab und zu aushilft. […] Langsam und hymnenhaft aber auch zerbrechlich und anmutig sind diese drei Songs.“

Björn Thorsten Jaschinski beschreibt die Musik hingegen als individuelle naive und anrührende Fortführung des Death Doom der Peaceville Three: „Satte Kirchenorgeln, verträumte Leads, cleane Gitarren und entrückter Klargesang versus Keifen“.

## Diskografie
- 1993: Oblita Divinitas (Demo, Selbstverlag)
- 1995: Oneiricon – The White Hypnotic (Album, Wounded Love Records)